# Brodenbach

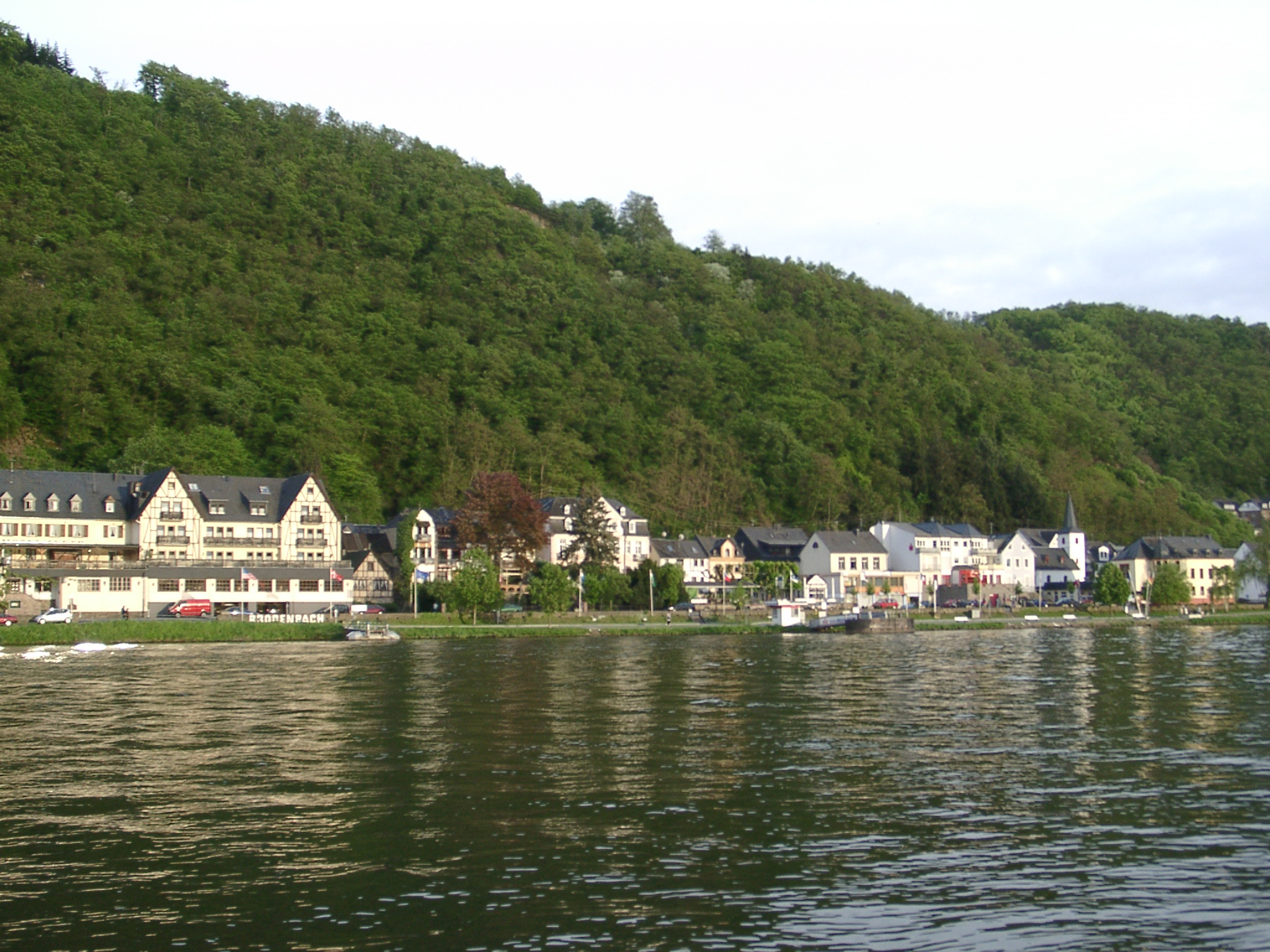
Aanzicht van Brodenbach vanuit de andere kant van de Moezel

Brodenbach is een plaats in de Duitse deelstaat Rijnland-Palts. De plaats ligt aan de Moezel in de Landkreis Mayen-Koblenz. Onderaan de Ehrenburg ligt de buurtschap Ehrenburgertal. De gemeente telt 635 inwoners.

## Geschiedenis
Wanneer Brodenbach gesticht werd is niet bekend. Er zijn in ieder geval resten uit de Romeinse tijd gevonden. Waarschijnlijk was Brodenbach op zijn laatst ten tijde van de bouw van kasteel Ehrenburg bewoond. Het behoorde onder de heerlijkheid van dit kasteel tot het einde van de 18e eeuw. Op dit moment is Brodenbach deel van de Verbandsgemeinde Rhein-Mosel.

## Ligging en verkeer
Brodenbach ligt tussen Koblenz en Cochem aan de rechter Moezeloever. Evenwijdig aan de Moezel voert de B 49 door het dorp. Er bestaat een regelmatige busverbinding in de richting van Koblenz en Burgen.

## Gezondheidsoord
Doordat de dalen aan beide kanten, Ehrbachtal en Brodenbachtal, steeds frisse lucht door het dorpje leiden, is Brodenbach een door de Staat erkend gezondheidsoord.

## Festiviteiten
Eén keer per jaar, in mei of juni, vindt in Brodenbach een internationale motorbootrace op de Moezel plaats.
In het eerste weekeinde van augustus vindt het dorpsfeest plaats, met een bergloop Brodenbach - Ehrenburg.
Het wijn- en landfeest wordt jaarlijks in het tweede weekeinde van september gevierd.
Van Pasen tot Allerheiligen vinden in Ehrenburg talrijke evenementen plaats.